# 上山英介
上山 英介（うえやま ひですけ、1937年〈昭和12年〉6月24日 - 2015年〈平成27年〉10月31日）は、日本の実業家。元大日本除虫菊会長。元大阪青年会議所理事長。元甲南大学体育会弓道部名誉会長。元NPO法人SKC企業振興連盟協議会・船場経済倶楽部会長。

## 人物
甲南大学経済学部卒業。大日本除虫菊入社。1981年、社長に就任。1999年、会長に就任。

## 家族・親族
上山家
- 祖父・英一郎（1862年 - 1943年、大日本除虫菊創業者）[4]
- 父・十六代勘太郎（1899年 - 1984年、前名・英夫、大日本除虫菊会長）[4]
- 姉（大日本除虫菊会長上山直武の妻）
- 甥・直英（大日本除虫菊社長）
- 妻（小泉重助の長女）[4]

親戚
- 小泉純（小泉産業元社長）[4]